# Гамбург-Гут Моор
Гут Моор (нім. Gut Moor) — частина району Гарбург вільного та ганзейського міста Гамбург. Місцевість розташована на південно-східному кордоні гамбурзького району Гарбург, та прилягає до району Гарбург у Нижній Саксонії. Це одна із найменших частин Гамбурга.